# 道の駅たのはた
道の駅たのはた（みちのえき たのはた）は、岩手県下閉伊郡田野畑村にある国道45号の道の駅である。愛称は思惟の風（しいのかぜ）。

## 解説

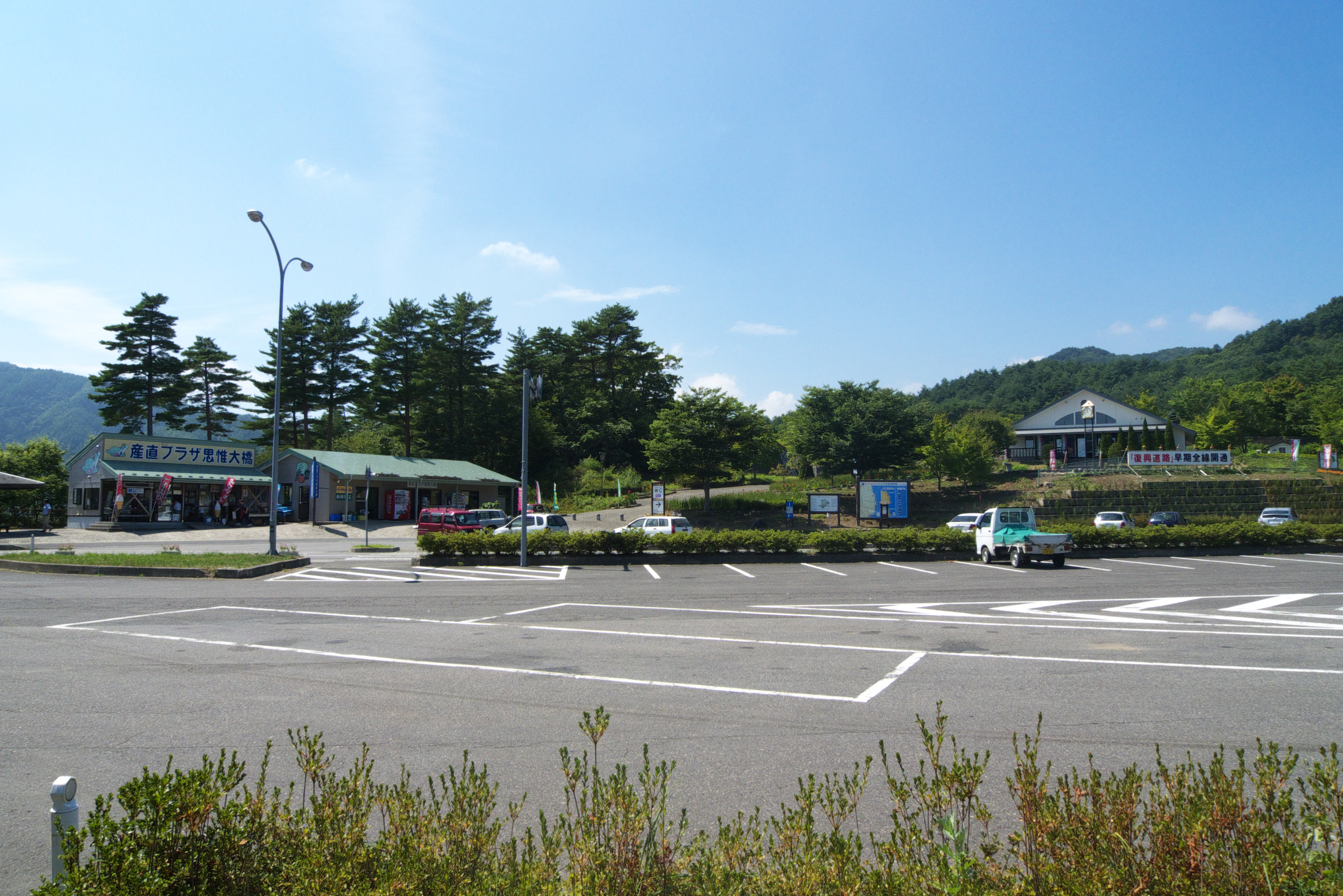
旧施設

1996年4月に開業。当時は国道45号思惟大橋に隣接した「思惟大橋コミュニティ公園」内に位置しており、愛称はパーク思惟大橋であった。
その後、2011年の東日本大震災を機に整備が進んだ三陸沿岸道路（三陸道）の村内延伸に伴い、敷地が三陸道のルートと重なることになったため、2021年に約500メートル北側の場所に移転し、3月28日にプレオープン、4月22日にグランドオープンした。建物は地上2階地下1階建てで、屋根のデザインは田野畑村の山並みをイメージしている。
三陸道の田野畑チェーンベース（田野畑CB）が隣接しており、緊急時用の連絡路で当駅と接続されているが、通常は相互の行き来はできない。三陸道から当駅を利用するには、約2.5キロメートル離れた田野畑中央インターチェンジが最寄りとなる。田野畑村では、利用者の利便性向上のためCBから直接当駅へアクセス可能になるよう、国土交通省に対し要望している。

## 設備

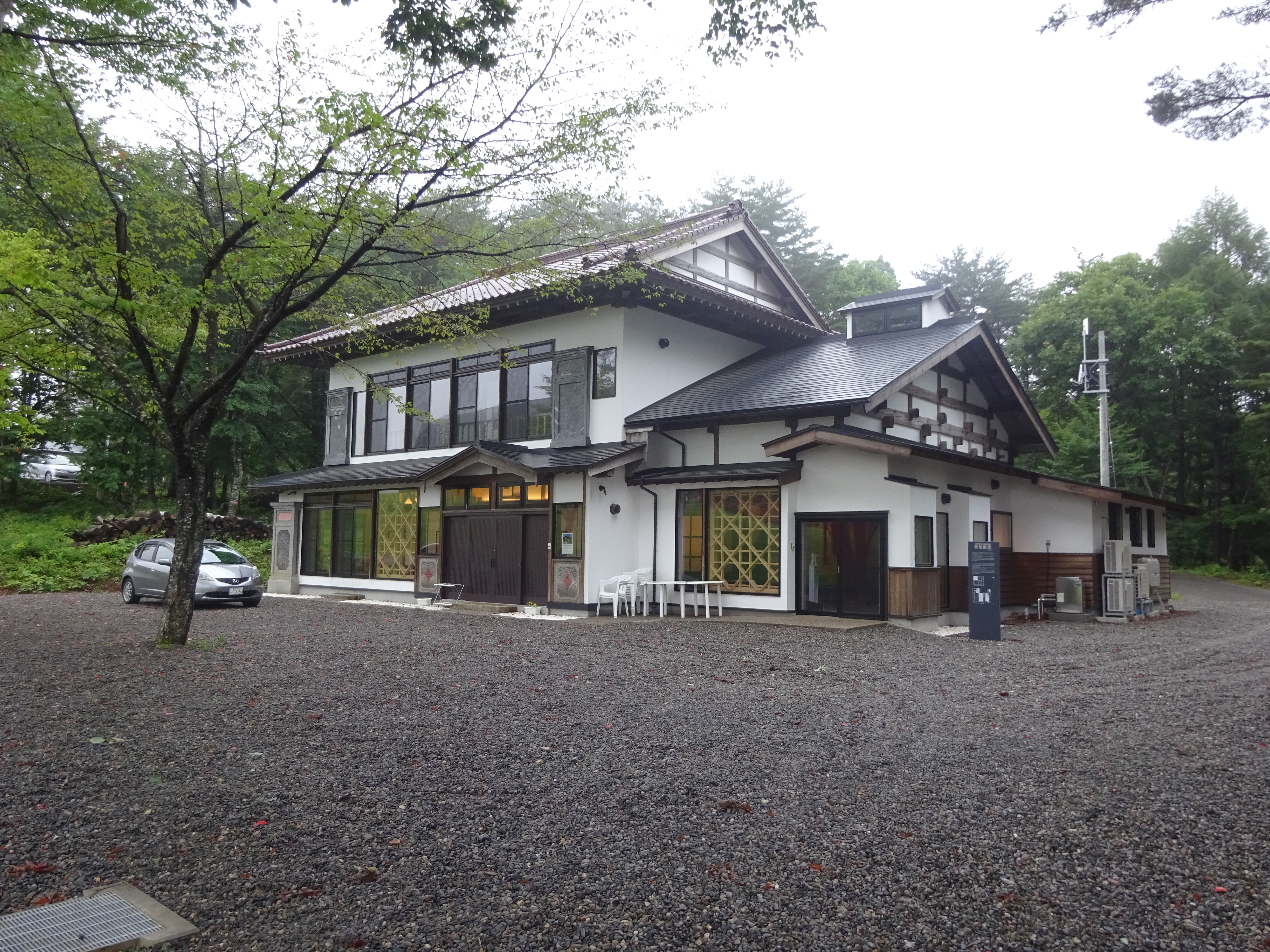
思惟創館

- 駐車場
  - 大型25台
  - 小型46台
  - 2輪車8台
  - 屋根付き3台
  - キャンピングカー専用5台
- トイレ 23器
- 授乳室
- 休憩スペース
- 情報提供施設
- 直産・特産品販売
- 軽食・レストラン
- 加工体験室
- 宿泊施設「思惟創館」（旧村長邸[2]）
- 給電スタンド（24時間）

## 休館日
- 年末年始

## アクセス
- 国道45号
- 田野畑村営バス「思惟大橋」停留所
  - 浜岩泉系統：診療所・田野畑方面、大芦・切牛・真木沢・年呂部方面
  - 沼袋系統：田野畑・役場・沼袋・甲地・龍泉洞・岩泉町方面

## 周辺
- 宮古消防署田野畑分署
- 田野畑村立田野畑中学校